# Auranticarpa rhombifolia
Auranticarpa rhombifolia es un árbol de las selvas templadas y  subtropicales lluviosas del este de Australia. Conocido como el pitosporo hoja de diamante (diamond leaf pittosporum), este árbol es plantado en muchas partes de Australia como ornamental. Sus flores blancas y su fruto naranja lo hacen un árbol muy atractivo para calles y jardines. Otros nombres comunes incluyen palo acebo (Hollywood), laurel hoja de diamante (diamond leaf laurel), mirto blanco (white myrtle) y acebo blanco (white holly).
Los botánicos australianos examinaron recientemente el extenso género Pittosporum, concluyendo que los ejemplares del norte son significativamente diferentes de los del sur. Posteriormente, se creó el nuevo género Auranticarpa, que significa "fruto dorado".
El rango de su distribución natural abarca los suelos basálticos pardos–rojos, desde el río Richmond (28° S) hasta el parque nacional Matorral de Cuarenta Millas (18° S) en el trópico de Queensland.

## Descripción
Es un pequeño árbol, de hasta 25 metros de altura y un diámetro en el tronco de 45 cm. La corteza es gris, irregular, no es lisa y es casi corchosa. Las hojas son alternadas, dentadas en patrones desiguales en la mitad superior de la hoja. No están dentadas cuando están más cerca del tallo. De forma romboide, de 5 a 10 cm de largo y de  4 a 7 cm de ancho. Las venas, incluyendo la central y las laterales son fáciles de ver tanto en el haz como en el envés.

### Flores y fruto
Pequeñas flores blancas crecen en corimbos terminales de noviembre a enero. El fruto es una cápsula en forma de perita, de 9 mm de largo con dos o tres semillas negras ovales. Los frutos maduran de febrero a mayo. La germinación de la semilla fresca es lenta, tomando hasta cuatro meses con hasta alrededor de un tercio d las semillas echando raíces y brotes.

## Usos
Es un árbol ornamental muy popular. Necesita un suelo bien drenado. Se requiere de pleno sol para un significativo despliegue del fruto naranja.

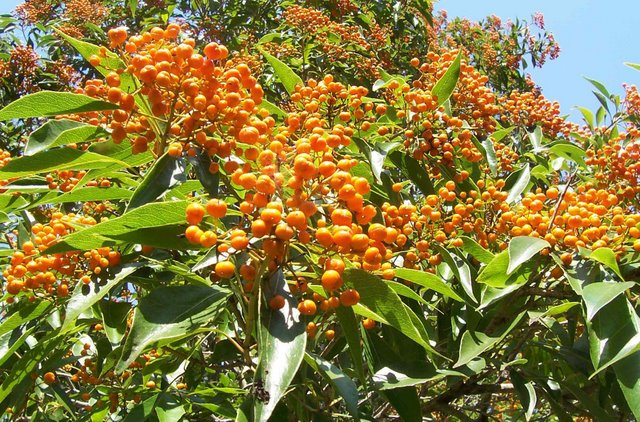
Auranticarpa rhombifolia - fruto en el Jardín Botánico Wollongong.

## Taxonomía
Auranticarpa rhombifolia fue descrita por (A.Cunn. ex Hook.) L.W.Cayzer et al. y publicado en Australian Systematic Botany 13: 906. 2001
Sinonimia
- Pittosporum rhombifolium A.Cunn. ex Hook.[2]